# Isatou Njie-Saidy
Isatou Njie-Saidy, född 5 mars 1952 i Kuntaya i North Bank Division, är en gambisk politiker. Hon var mellan 1997 och 2017 Gambias vicepresident, en av de första kvinnliga vicepresidenterna i Afrika, samt minister för kvinnofrågor (Minister of Women's Affairs). Hon är gift och har fyra barn. Hon talar engelska, franska, fula, wolof och mandinka.